# Hugo von Wilamowitz-Moellendorff

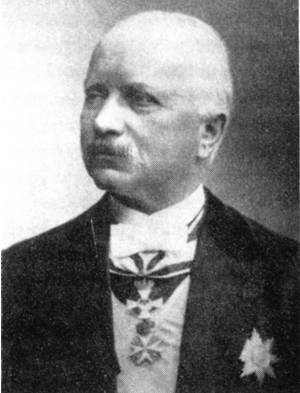
Hugo von Wilamowitz-Moellendorff

Hugo Theodor Wichardt Freiherr von Wilamowitz-Moellendorff (* 18. Juni 1840 auf Gut Markowitz, Kreis Inowrazlaw; † 30. August 1905 auf Gut Kobelnik, Kreis Strelno) war ein deutscher Gutsbesitzer, Politiker und Oberpräsident der Provinz Posen. In dieser Position scheiterte er Ende der 1890er Jahre mit seiner Politik der Verständigung zwischen Polen und Deutschen am Widerstand der radikalen Rechten des Deutschen Ostmarkenvereins.

## Leben
Hugo von Wilamowitz-Moellendorff stammte aus der adligen Gutsbesitzerfamilie Wilamowitz-Moellendorf, polnischer Herkunft, die seit der Zweiten Polnischen Teilung (1793) in Preußen ansässig war und auf den Generalfeldmarschall Wichard von Möllendorff (1724–1816) zurückging. Hugos Vater Arnold Freiherr von Wilamowitz-Moellendorff (1813–1888) war der jüngste der drei Adoptivsöhne des Generals. In der Familie war die Primogenitur üblich, deshalb konnte nur Hugo als ältester Sohn den Freiherrntitel erben. Einer seiner Brüder war der klassische Philologe Ulrich von Wilamowitz-Moellendorff (1848–1931).
Hugo von Wilamowitz-Moellendorff besuchte das Gymnasium in Bromberg und ging 1857 zur Ritterakademie (Brandenburg an der Havel), an der er 1859 die Reifeprüfung ablegte. Es folgte das Studium von Jura und Volkswirtschaft. Später wechselte er an die Ruprecht-Karls-Universität Heidelberg und die Friedrich-Wilhelms-Universität zu Berlin. Seit 1861 war er Angehöriger des Corps Saxo-Borussia Heidelberg. Nach dem Studium leistete er den Militärdienst ab und trat als Reserveoffizier in die Landwehr ein.
Josephine von Roy (1849–1885) heiratete er 1868, aus dieser Beziehung stammt unter anderem auch der in den Freiherrenstand erhobene älteste Sohn Friedrich-Wilhelm (1872–1944). Aus der zweiten Ehe mit Lili von Schenk ist die Tochter Luise, verheiratete von Ribbeck.
Wilamowitz begann nach dem Militärdienst seine Laufbahn in der Verwaltung, zunächst am Kreisgericht in Berlin, später bei der Regierung seiner heimatlichen Provinz Posen. Schon 1867 wurde ihm die Verwaltung des Kreises Inowrazlaw anvertraut. Nach neun Jahren Dienst übernahm er 1876 die väterlichen Güter zu Markowitz und Kobelnik, nachdem der Vater Arnold sich zur Ruhe gesetzt hatte. Sein jüngerer Bruder Ulrich wurde in diesem Jahr Professor in Greifswald. Als Gutsbesitzer engagierte sich Wilamowitz in der Politik. Noch 1876 ließ er sich als Kandidat der Deutschkonservativen Partei für den Wahlkreis Posen-Land 2 in das Preußische Abgeordnetenhaus wählen. In der einen Legislaturperiode (bis 1879), die er dem Abgeordnetenhaus angehörte, machte sich Wilamowitz in Posen und Berlin einen Namen. 1884 wurde er in den Preußischen Staatsrat berufen.
Seit 1888 war er Vorsitzender des Posener Provinzialausschusses. In diesem Jahr starb auch sein Vater Arnold, und Hugo von Wilamowitz-Moellendorff erhielt vom Kaiser dessen Mandat als Mitglied des Preußischen Herrenhauses und wurde in den Freiherrenstand erhoben. Mit der Berufung zum Oberpräsidenten der Provinz Posen im Jahr 1890 erreichte seine Karriere ihren Höhepunkt. In dieser Funktion bemühte er sich um Verständigung zwischen Polen und Deutschen in der Provinz und geriet mit den radikalen ostpreußischen Junkern in Konflikt, die den Deutschen Ostmarkenverein gründeten und besonders durch Ferdinand von Hansemann, Hermann Kennemann und Heinrich von Tiedemann-Seeheim (HKT, daher „Hakatisten“) Wilamowitz’ Politik hintertrieben. In einer Denkschrift richtete sich der Oberpräsident 1897 an die preußische Regierung in Berlin, die jedoch nicht beachtet wurde. 1899 wurde Wilamowitz durch Rudolf von Bitter dem Jüngeren als Oberpräsident abgelöst und zog sich auf sein Gut Kobelnik zurück. Hier starb er am 30. August 1905 an den Folgen eines Herzanfalls während eines Ausritts. Er galr bis zuletzt als finanziell gut situiert und fand im Millionärs-Adressbuch Erwähnung.  Von 1894 bis zu seinem Tod war er Kommendator im Johanniterorden der Posenschen Provinzial-Genossenschaft und Leiter des Convents dieses regionalen Bereiches der Kongregation. Sein Nachfolger dort wurde Sigismund von Dziembowski.